# Kyselina disírová
Kyselina disírová (H2S2O7) je kyslíkatá kyselina síry. Je vlastně hemihydrátem oxidu sírového. Pomocí RTG krystalografie bylo prokázáno, že se její struktura skládá ze dvou skupin SO2(OH) propojených kyslíkovým můstkem.
Kyselina disírová je za normální teploty tuhá krystalická látka. Její teplota tání je 36 °C. Vzniká rozpouštěním oxidu sírového v kyselině sírové, obě látky ale musí být v potřebném poměru, jinak vzniká oleum.[zdroj⁠?!]
Její soli se nazývají disírany. Jsou známy jen u alkalických kovů.[zdroj?] Vznikají při zahřívání hydrogensíranů:
2 NaHSO4 → Na2S2O7 + H2O
2 KHSO4 → K2S2O7 + H2O